# Massacro del Passo dello Scorpione
Il massacro del Passo dello Scorpione, o massacro di Ma'ale Akrabim, fu un attentato a un autobus passeggeri israeliano, effettuato il 17 marzo 1954. Undici passeggeri vennero uccisi a colpi d'arma da fuoco dagli aggressori, che in un'imboscata salirono sull'autobus. Un passeggero morì 32 anni dopo per le ferite riportate, in uno stato di paralisi. Quattro passeggeri sopravvissero, di cui due erano stati feriti.

## Contesto
Il Passo dello Scorpione (ebraico: מעלה עקרבים, Ma'ale Akrabim) è una pendenza stretta e tortuosa sulla vecchia strada che collega Eilat e Be'er Sheva, appena a sud di Makhtesh Katan, e circa 97 chilometri a sud di Be'er Sheva. Il passo si trovava sul percorso principale tra Eilat e il centro di Israele nel 1954. La guerra arabo-israeliana del 1948 si concluse con la firma di diversi accordi di armistizio tra Israele e gli Stati arabi vicini, ma gli scontri di confine iniziarono quasi immediatamente dopo la firma degli accordi. Sulle linee di confine israelo-giordane, le infiltrazioni, disarmate (71%) e armate (29%), non furono infrequenti da entrambe le parti.
Secondo fonti israeliane, tra il giugno 1949 e la fine del 1952, un totale di 57 israeliani, per lo più civili, vennero uccisi da infiltrati dalla Giordania. Il bilancio delle vittime israeliane per i primi 9 mesi del 1953 era di 32.
Più o meno nello stesso periodo (novembre 1950 - novembre 1953), la Commissione mista di armistizio del Regno hascemita di Giordania/Israele (HJK/IMAC) condannò le azioni di rappresaglia militare israeliana 44 volte e affermò di aver subito 629 tra morti e feriti a causa delle incursioni israeliane.
Attacchi simili, effettuati in gran parte da commando palestinesi probabilmente con un certo sostegno egiziano, provenivano da oltre il confine egiziano e dalla striscia di Gaza. Lo storico Benny Morris afferma che, tra il 1949 e il 1956, tra i 200 e i 250 israeliani vennero uccisi da infiltrati e un numero simile di soldati israeliani vennero uccisi in azione. Altre fonti parlano di un totale di 1.300 uccisi in questo periodo. Sempre Morris scrisse, in Israel's Border Wars, 1949-1956, che "le misure difensive anti-infiltrazione di Israele portarono alla morte (sic) di diverse migliaia di arabi per lo più disarmati durante il 1949-1956".
Un gruppo chiamato "Mano Nera", composto prevalentemente da beduini delle tribù Azazme e Tarrabin che vivevano nella zona demilitarizzata di al-Auja, conduceva "incursioni di vendetta" principalmente contro sospetti informatori ma anche contro obiettivi israeliani.
Nel Negev, Israele intraprese progetti di sviluppo, che divennero obiettivo di furti da parte dei beduini. Le sparatorie contro questi beduini da parte delle forze di sicurezza israeliane avevano creato faide di sangue nella zona.

## L'attacco
La notte del 16 marzo 1954, un autobus gestito dalla Egged Israel Transport Cooperative Society per un viaggio non programmato che trasportava 14 passeggeri si diresse da Eilat a Tel Aviv. Mentre stava salendo il ripido passo, venne tesa un'imboscata da uomini armati che spararono e uccisero l'autista e i passeggeri che cercavano di scappare; procedettero a salire sull'autobus e sparare e rubare dai passeggeri rimanenti.
Sia l'autista, Kalman Esroni, sia il secondo autista, Efraim Firstenberg, vennero uccisi, insieme a sette passeggeri maschi e due femmine. I quattro sopravvissuti erano due soldati israeliani, una donna e una bambina di 5 anni, Miri, dopo che uno dei soldati sull'autobus aveva difeso lei e suo fratello, Chaim, con il suo corpo.
Dopo che i terroristi scesero dall'autobus, Chaim si alzò, chiamò sua sorella e le chiese: "Se ne sono andati?". I terroristi sentirono la sua voce, tornarono e gli spararono alla testa. Non riprese conoscenza e trascorse 32 anni in uno stato di paralisi e coscienza parziale fino alla sua morte, divenendo la dodicesima vittima del massacro.
Il giorno successivo, gli inseguitori israeliani assistiti da cani poliziotto e accompagnati da osservatori militari delle Nazioni Unite seguirono le tracce degli aggressori fino a un punto quasi 10 chilometri a ovest del confine con la Giordania, dove persero le tracce dei terroristi.
Facendo affidamento su informatori, fonti dell'intelligence israeliana nominarono 3 sospetti del villaggio giordano di Safi come responsabili e il tenente colonnello Shalev passò i nomi a Elmo Hutchison. I giordani continuarono i loro sforzi per scoprire gli autori dell'attacco.

## Conseguenze

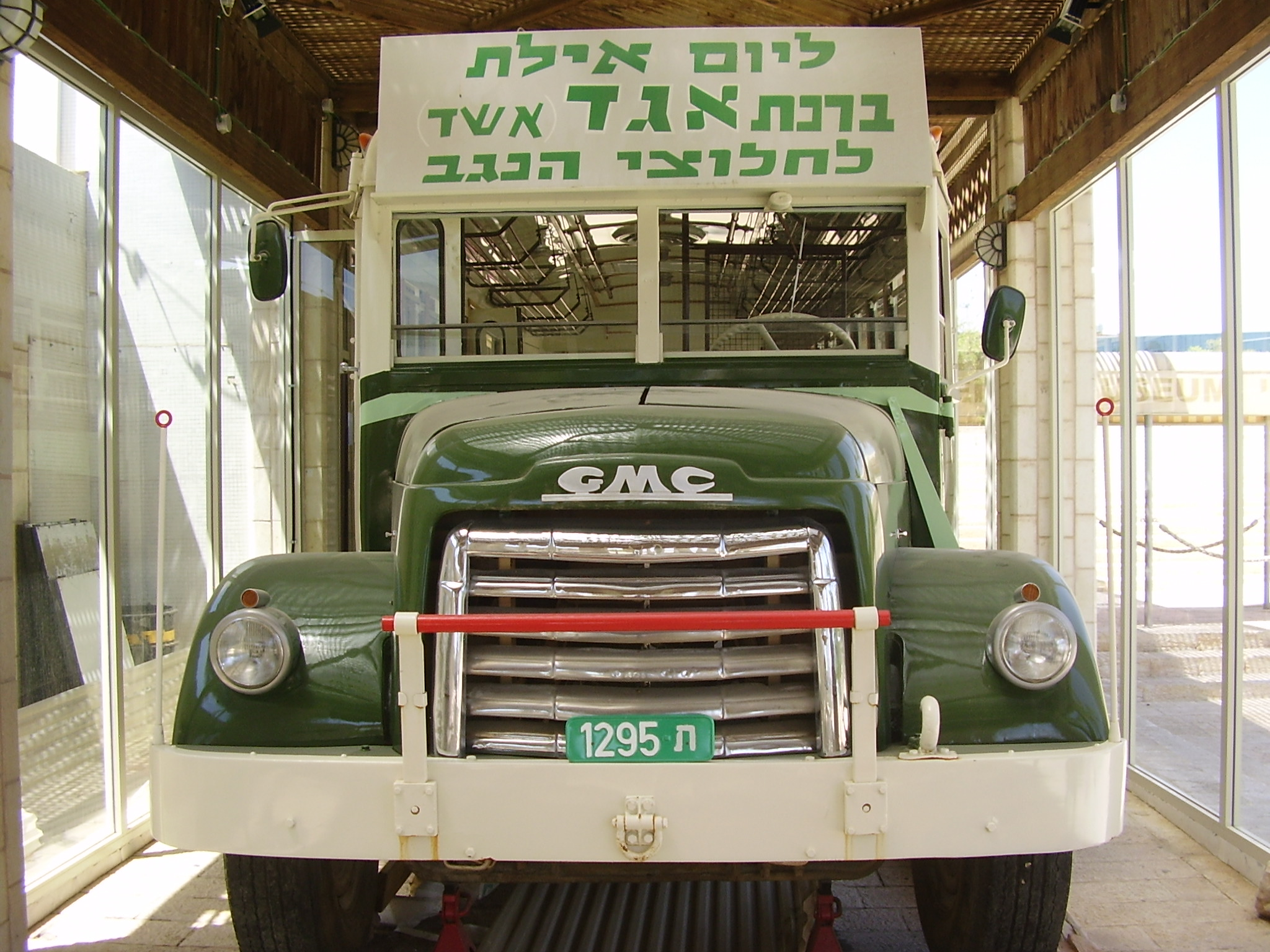
Modello ricostruito dell'autobus attaccato nell'attentato.

Nonostante la protesta pubblica e la richiesta di ritorsioni militari contro la Giordania, il primo ministro israeliano Moshe Sharett chiese misure restrittive e diplomatiche, poiché meno di sei mesi prima degli eventi, l'unità 101 aveva attaccato il villaggio di Qibya come parte della politica di rappresaglia di Israele (in questo caso in risposta all'attentato di Yehud), che aveva portato alla morte di 69 persone ed a condanne mondiali.
Israele chiese che la Commissione per l'armistizio mista Giordania-Israele (HJK/IMAC) denunciasse la Giordania per il crimine. Il rappresentante della Giordania presso l'HJK/IMAC sottolineò la possibilità che l'atrocità fosse perpetrata da beduini israeliani, e il presidente dell'HJK/IMAC, il comandante Hutchison, si astenne in quanto non vi erano prove conclusive, che non portavano a una decisione. Di conseguenza, Israele lasciò l'HJK/IMAC.
Hutchison suggerì che gli aggressori fossero beduini di Gaza o beduini israeliani. John Bagot Glubb suggerì che i colpevoli provenissero da Gaza. Questa teoria guadagnò credibilità quando, nel 1956, un documento d'identità dell'attentato di Ma'ale Akrabim venne trovato a Gaza. Molti credono che Glubb avesse ragione e Israele avesse torto, e che gli assassini di Ma'ale Akrabim provenissero davvero dal territorio controllato dall'Egitto piuttosto che dalla Giordania.
Il ministero degli esteri israeliano citò l'attentato di Ma'ale Akrabim, insieme a molti altri, come prova che "i principali attacchi terroristici arabi" precedettero la Guerra dei sei giorni del 1967, in cui Israele occupò la Cisgiordania e la Striscia di Gaza, per contestare le affermazioni comuni di portavoce palestinesi e arabi per cui "il recente terrorismo palestinese è il risultato dell'"occupazione "israeliana".
Nel 2007, un autobus ricostruito venne collocato nel Museo della città di Eilat.